# Kaňon potoka Kolné
Kaňon potoka Kolné je přírodní památka, která se nachází v okrese Česká Lípa severně od obce Stvolínky. Jedná se o sevřenou úžlabinu ve skalách, jejíž součástí je 12 metrů hluboký zářez do skal, kde potok Kolné vytváří řadu kaskád. Lokalita je chráněna od roku 1991.

## Bližší popis lokality
Malý potok Kolné, resp. Kolenský (převzal jméno osady Kolné, administrativně připojené do Stvolínek) je jedním z potoků napájejících od severu Koňský rybník u obce Stvolínky, je součástí povodí Ploučnice.
Potok se zde zařízl do pískovcového podloží, v němž vytvořil skalnatý kaňon. V horní části jedno z ramen potoka vytvořilo ve skále úzký, lidem těžko přístupný zářez, hluboký 10–12, široký 2 metry. V kaňonu pak stéká v řadě kaskád v celkové výši 18 metrů. Jedna z nich je vodopád vysoký 4 metry. V horní části kaňonu obyvatelé vyhloubili několik podzemních prostor, které byly znehodnocené zasypáváním domovního odpadu. Dnes jsou vyčištěny.Ve stěně kaňonu je vytesána řada skalních obrazců nejistého stáří a autorství.
Chráněná lokalita má plochu 5,42 ha (původně 5,15 ha), nachází se v nadmořské výšce 320 až 350 m. Leží mimo území nedalekých CHKO České středohoří a CHKO Kokořínsko. Nad potokem u památky vede elektrické vedení 400 kV. Kaňon s vodopádem je pro svou stísněnost veřejnosti nepřístupný, jen ve spodní části je možné využít několika do skal zasekaných stupínků.

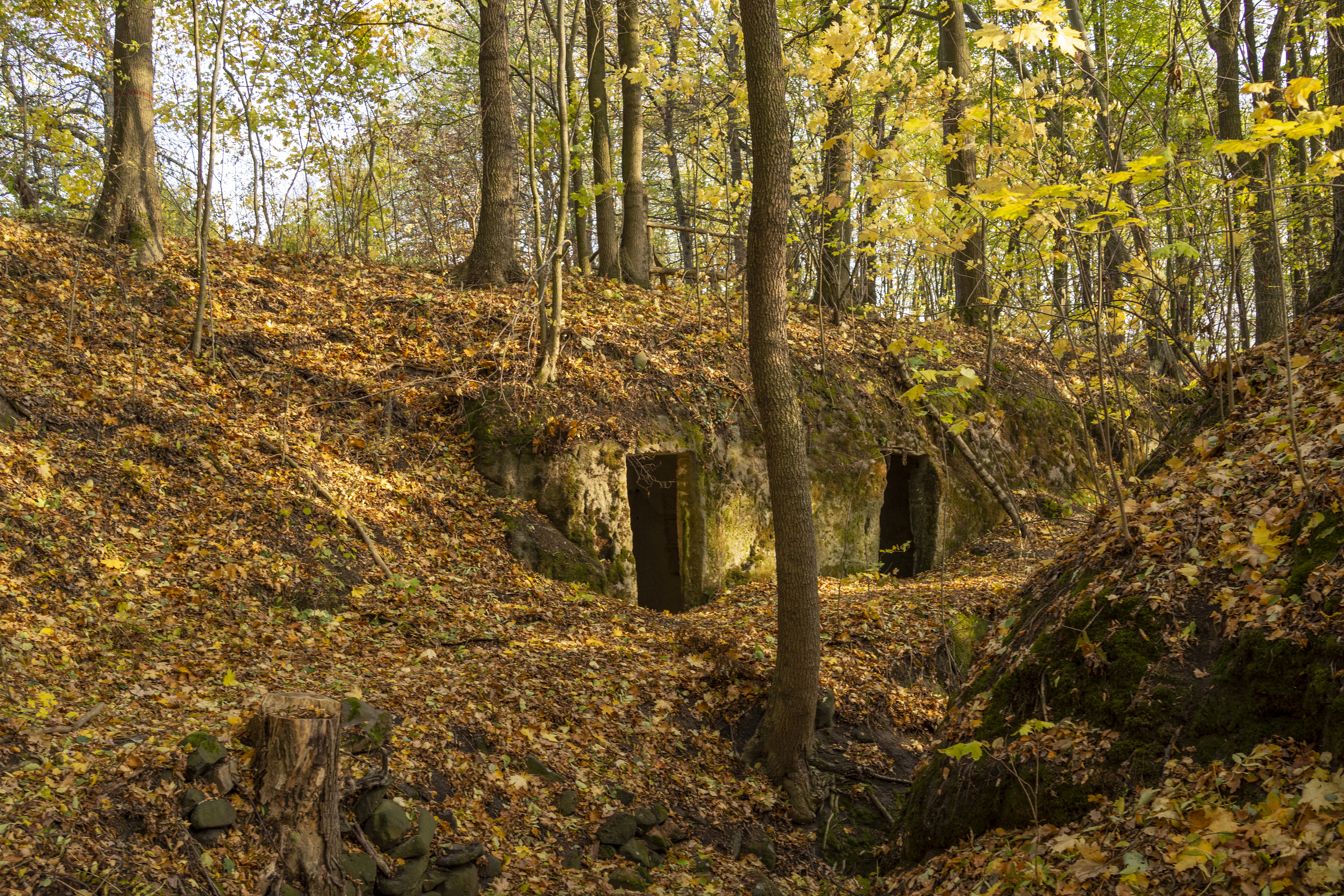
Umělé jeskyně nalézající se na území přírodní památky

## Vyhlášení ochrany
Maloplošné chráněné území – přírodní památka - zde bylo označeno a vyhlášeno až roku 1991.
Ochrana se týká skalního útvaru, kaskád a blízkého okolí. V údolí roste smíšený les, hlavně dub letní, borovice lesní, z bylin např. jaterník podléška, prvosenka jarní, bledule jarní, keře klokoče zpeřeného či kapradina vláskatec tajemný. Důkladný zoologický průzkum nebyl proveden. Od roku 2003 je přírodní památka v péči Krajského úřadu Libereckého kraje.

## Dostupnost
Do obce Kolná vede okresní silnička od vesnice Kozly. Nejbližší turistická cesta je červená přes obec Stvolínky, v terénu poblíž potoka je několik lesních a polních neznačených cest. Nejbližší železniční zastávka je ve Stvolínkách, na trati 087 z Lovosic do České Lípy.
V osadě Kolné je autobusová zastávka linky ČSAD Česká Lípa z České Lípy do Stvolínek. Shora je nejlépe přijít loukou od silnice 200 m východně od obce a pak lesem a skalami sestoupit doleva do úžlabiny. Od památky pak sestupovat podle potoka 2 km až k rybníku.